# SeaTools
SeaTools – утилита диагностики HDD, разработанная и выпущенная Seagate Technology. Существует версия для DOS (собрана в загрузочный носитель с FreeDOS) и для Microsoft Windows.

## История
Утилита была создана Seagate в ответ на тот факт, что более одной трети всех дисков, отправленных на ремонт, на самом деле не были дефектными, что создавало ненужные расходы для розничных продавцов и компании из-за необходимости отправлять и анализировать такие диски.

## Описание
SeaTools – это утилита для диагностики жёсткого диска на аппаратном уровне. Она может провести короткое и длинное самотестирование диска, а также тесты чтения/записи, извлекать данные S.M.A.R.T., информацию жесткого диска и проводить дополнительные тесты.

## Редакции

### SeaTools для DOS
SeaTools для DOS (ранее SeaTools Desktop, работавший с загрузочной дискеты) поставляется вместе с операционной системой FreeDOS. Скачивается как загрузочный ISO-образ с официального сайта Seagate.

### SeaTools для Windows
Версия SeaTools для Windows поддерживает жёсткие диски любого производителя, если он подключён через PATA/SATA, USB, IEEE 1394, SAS или SCSI.

### SeaTools Enterprise
Версия SeaTools Enterprise предоставляется только для жёстких дисков Seagate. Она поддерживает только диски, подключённые через SCSI или Fibre Channel и разработана для работы с серверами и рабочими станциями за счет поддержки тестирования нескольких приводов как одновременно, так и последовательно. Утилита предоставляет информацию о накопителе и контролере, осуществляет тесты на целостность структуры данных и физическом состоянии, а также выполняет форматирование диска.